# Замок Гауенштайн (Штирія)
Руїни замку Гауенштайн, також відомі як Ганштайн, а також «Pflegeerschloß» у народній мові, є руїнами замку на вершині пагорба біля підніжжя Гляйнальпе на північному сході австрійського муніципалітету Кайнах поблизу Фойтсберга в Західній Штирії. Історія замку сягає кінця XII століття або початку XIII століття, коли його побудували суверени для захисту торгового шляху від Кайнахталя через Глейнальпе до верхнього Муртала. З XIII до початку XV ст вихідці з Ганау жили в замку до того, як у наступні століття сталися часті зміни власників. Замковий комплекс втрачено в XV–XVI столітті разом із торговим шляхом, на якому він знаходився. Пожежа наприкінці XVI або на початку XVII століття зрештою призвела до залишення замку. З 1982 року проводяться заходи з обслуговування та безпеки, які також супроводжуються археологічними розкопками.
Сам замок будувався в два-три етапи, зберігаючи готичний характер.

## Походження назви
Існує кілька спроб пояснити походження назв Гауенштейн і Ганштейн. За словами Ернста Рейнхольда Ласніка, назва, ймовірно, походить від імені будівельників або власників, тобто аристократичної родини Ганау. Назву також можна трактувати як замок на тесаному камені. Походження назви від давньоверхньонімецького особистого імені Hûn або Hûni або середньоверхньонімецького hanen для Hahn є досить малоймовірним.

## Розташування
Замок розташований у північно-східній частині муніципалітету Кайнах-бай-Фойтсберг, на півночі кадастрового муніципалітету Гальмансегг на вузькому скелястому та лісистому пагорбі, що круто схиляється на захід, схід і південь. Це остання гілка хребта, що тягнеться на південь від Брендлсталла на Гляйнальпе і піднімається приблизно на 200 метрів над долиною Кайнаха. Саме плато замку знаходиться на висоті близько 952 м над рівнем моря. На заході та півдні плато межує з Кайнахом, а на сході з Зіббрунненбахом. До замку можна було потрапити з півночі через вузький перешийок з внутрішніми районами, які також були захищені штучно створеним ровом з імовірним підйомним мостом. 
Замок знаходився на старому торговому шляху від Кайнахталя через Гляйнальмсаттель до верхньої долини Мур і до Кніттельфельда.
На північ від замку знаходиться будинок Пфлегера, який складається з будинку мисливця, будівлі стайні, а також фонтану та дерев'яної каплиці і, ймовірно, сходить до готелю замку. Від готелю до руїн замку веде дорога для мулів, а також стара стежина, частково вирубана в скелі.

## Історія

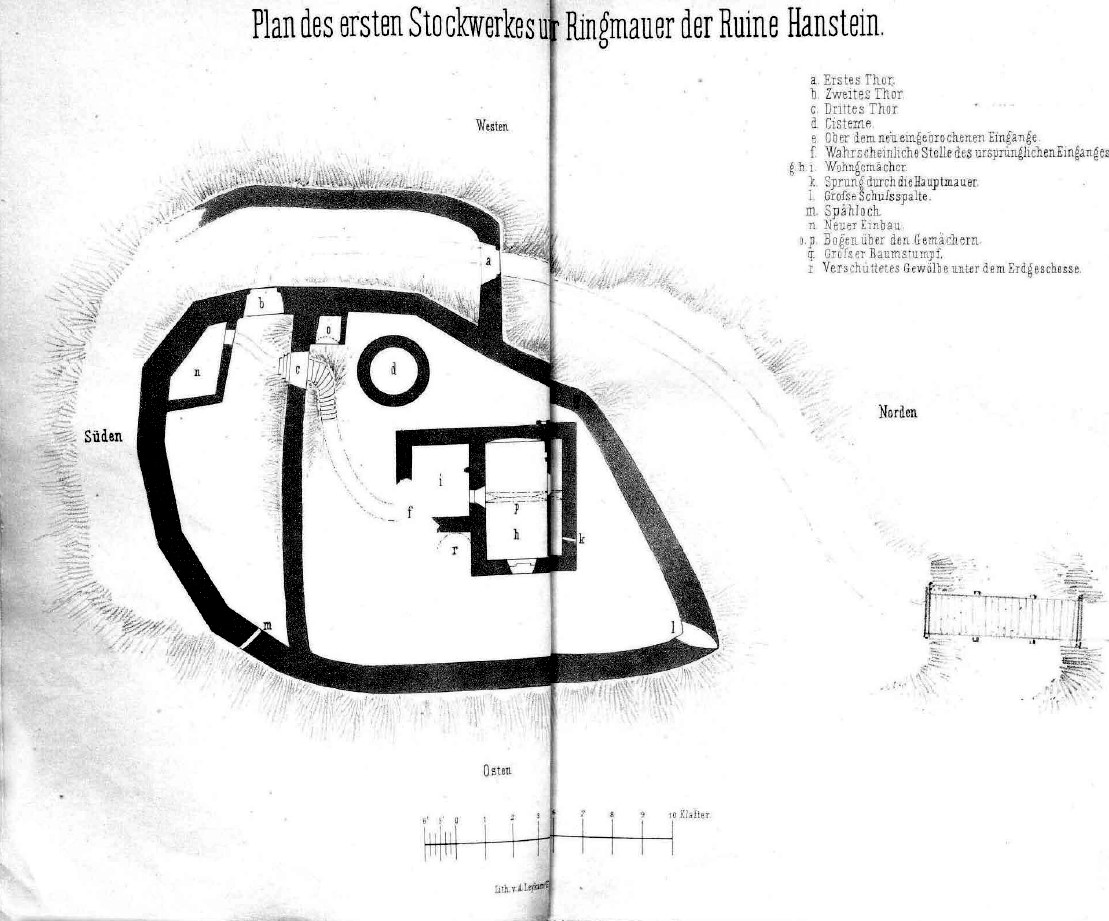
План замку Гауенштайн роботи Йозефа фон Шайгера, 1868 р.

### Будівництво та рання історія замку, структура власності
Джерела замку Гауенштайн рідкісні, особливо для ранньої історії. Територія, на якій був побудований пізніше замок, ймовірно, спочатку належала Еппенштейнам, а від них перейшла до Бабенбергів, які володіли Штирією. Перші документальні згадки про володаря замку з'являються в 1222 році і в них названо Вульфінга фон Ганау або Hannŏwe як власника вотчини Гауенштайн. Ця згадка вказує на будівництво замкового комплексу для захисту торгового шляху, що веде з Кайнахталя через Глейналмсаттель у верхню долину Мурталь, наприкінці XII століття або на початку XIII століття.
Сама родина Ганау, ймовірно, походила з нинішньої Німеччини. За Вульфінгом у 1243 році були його сини Конрад, Вальтер і Вульфінг, які були названі в 1245 році господарями замку, що імовірно спільно. У 1292 році герцог Альбрехт I призначив капітаном замку Вульфінга з Граца Шлосберг. Після смерті Вульфінга Гауенштайн прийшов до його вдови Альхайдіс і його синів Фрідріха, Вейганта і Отто. У нагороду за вірність Вульфінга його сини також отримали у володіння Обервойтсберг. Отто фон Ганау остаточно об'єднав у своїх руках усе майно Ганау і залишив Гауенштайна своєму синові Вольфгарту в 1334 році. Сини Вольфгарта Отто і Вальтер, а також два його племінники Фрідріх і Йорг пішли 17 грудня 1376 року проти герцога Альбрехта III до Ганнштайна, як це здавалося їм правильним. Герцог віддав їм замок 17 вересня 1378 року знову як вотчину, так що Ганау більше зобов'язані були бути там, а дозволили Гауенштейну керувати невеликими лицарями як бурграфу. Після Вальтера фон Ганау майно дісталося його синові Фрідріху та його племіннику Йоргу, які заснували монастир кармелітів у Фойтсберзі в 1401 році. Фрідріх воював у ворожнечі Вальзе проти герцога Ернста Залізного, тому був схоплений у 1409 році і помер у результаті дворічного ув'язнення.
Після смерті Фрідріха в 1413 році його змінив його зять Ганс фон Лаун на посаді володаря замку Гауенштайн, який був у 1414 році в почеті принца герцога Ернста Залізного під час його паломництва до Святої Землі та Єрусалиму. Іншими засновниками та будівничими монастиря кармелітів Фойтсберг вважаються Ганс та його дружина Грюна. 16 листопада 1443 року Ганс фон Лаун отримав право власності на фортецю Гаунштейн, а також пов'язані з ними альпійські райони та права на риболовлю в Кайнах. Ганс Лаун, який був одружений на Доротеї Лембахер вдруге, також був серед лицарів у війні проти Угорщини в 1446 році. Замок прийшов через дочку або племінницю Лауна  Маргарет 20 липня 1458 року  його зятю Андреасу фон Грайсенеггу. З 1463 року задокументовано, що Гауенштейн був учасником перемир'я.  У 1469 році Андреас фон Грайссенегг і абатство Св. Ламбрехта вели суперечку щодо прав власності на альпійське пасовище, що належало Гауенштайну, а також про права на риболовлю в Кайнах, яка, проте, ймовірно, вирішилася на користь Грайсенеггера, оскільки про це згадує урбан 1468 року. Оскільки Грайссенег взяв участь у повстанні Баумкірхер проти імператора Фрідріха III, у 1471 році він був страчений в Граці, а всі його володіння, включаючи Гауенштейна, були конфісковані імператором. Замок було передано Вільгельму фон Заурау, який був управителем Штирії в той час і який призначив Ганса Гутенштейнера опікуном замку за імперським наказом у 1478 році. У 1479 році володіння належало Йоргу або Георгу фон Голленегу, а після того, як він був убитий фермерами з Кайнаха в 1480 році, воно перейшло до Андре Пеуерла у 1480  або 1482 році. Після Пеуерла імператор Фрідріх III передав Гауенштейн 26 червень 1483 року  у володіння монастиря святого Ламбрехта, який призначив адміністратором Екхарта Муттмана. У 1515 р. замок уже описували як напівзруйнований, і згадувалося, що він не має ні підданих, ні доходу від маєтку. 

### Втрата значення в XV і XVI століттях
Хоча Гауенштейн у XV і XVI ст втратив своє стратегічне значення в зв'язку з розширенням укріплень Фойтсберга, а також замків Кремс і Ной Леонрот, він до сих пір мав певне значення. Спроба передати замок родині Кайнахерів зазнала невдачі в 1522 році  Після двох запитів правителя Фердинанда I  у 1548 та 1549 роках абатство Св. Ламбрехта не змогло довести, що воно перебуває у володінні комплексом, тому в 1551 році він доручив передати Гауенштейн Крістофу Решу, який представляв государя. Від Реша майно було передано Гельферіху фон Кайнаху. Після відставки Реша абатство Святого Ламбрехта вимагало відшкодування раніше сплаченого ними замкового мита, а настоятель монастиря Зігмунд Коглер звернувся з проханням до імператора Фердинанда I, щоб замок не передавали Кайнахеру. Однак суперечка між Кайнахерами та Святим Ламбрехтом була залагоджена і в 1552 році монастир погодився передати замок Гельферіху фон Кайнахеру за певну плату. Однак передачі так і не відбулося, оскільки Гельферіх не зміг сплатити гонорар. Фердинанд I зробив невдалу спробу переїхати в замок у 1557 році. Адміністратор замку Пібер Ганс Штюбіх з 1575 року орендував комплекс Гауштайн, який описували як спустошений і покинутий. Принаймні в 1586 році орендарями з’явилися громадяни Юденбурга, які платили за оренду одинадцять гульденів і утримували гарнізон замку для захисту торговців на торговому шляху.  Після громадян Юденбурга оренда повернулася Гансу Штюбіху. Фрідріх Зигмунд фон Герберштейн став орендарем Стюбіха приблизно в 1598 році, а близько 1610 року Гауенштейн знову перейшов під управління монастиря Святого Ламбрехта. У період з 1623 по 1625 рік  або приблизно до 1628 року Георг Штюргх, орендував Гауенштайн і пов'язані з ним альпійські пасовища, перш ніж він був вилучений у монастиря Святого Ламбрехта і перебував під управлінням правителя Пібера. Крістоф Фрайхер цу Кайнах  відмовив підданим Обервойтсберга і Пібера використовувати альпійські пасовища і рибні пасовища, як вони звикли.

### Занедбаність замку та сучасні розкопки
Точно невідомо, коли замок був занедбаний. Хоча він був описаний як занедбаний і покинутий ще в 1575 році, археологічні знахідки свідчать про те, що замок був покинутий наприкінці XVI або на початку XVII століття після пожежі в житловій вежі. Перший детальний опис зруйнованого замку опублікував Йозеф фон Шайгер у 1868 році. Починаючи з 1982 року у співпраці з Федеральним управлінням пам'яток та під керівництвом Ернста Райнхольда Ласніка проводилися археологічні розкопки та роботи по охороні, під час яких було зроблено численні знахідки, переважно з пізнього середньовіччя. Відтоді на руїнах також проводилися ремонтні та будівельні роботи. З червня 1999 по 2008 рр. під керівництвом Бернхарда Хеберта велися розкопки всередині житлової вежі, засипаної шаром щебеню товщиною від одного до двох метрів. Знахідки, зроблені в процесі, говорять про пожежу, під час якої обвалилися дерев'яні підвісні стелі і під ними був похований весь інвентар у вежі, наприклад, кераміка та інструменти. Ситуація зі знахідкою свідчила про те, що у замку був принаймні інвентар до пожежі і що після пожежі не було розчищення. Деякі з більших отворів, через які стіни були нестійкими, були від шукачів скарбів. Численні знахідки XV–XVI століть начебто частково суперечить архівним джерелам, які про замок XVI століття пишуть як спустошений і напівзруйнований. В ході охоронних робіт було відновлено всі чотири частково обвалені зовнішні стіни вежі та центральну стіну всередині вежі та знову закрито декілька отворів у кільці та підпірній стіні. Також було відновлено туалет із західного боку вежі. Замок з XX століття належить Федеральним лісам Австрії.  

## Опис

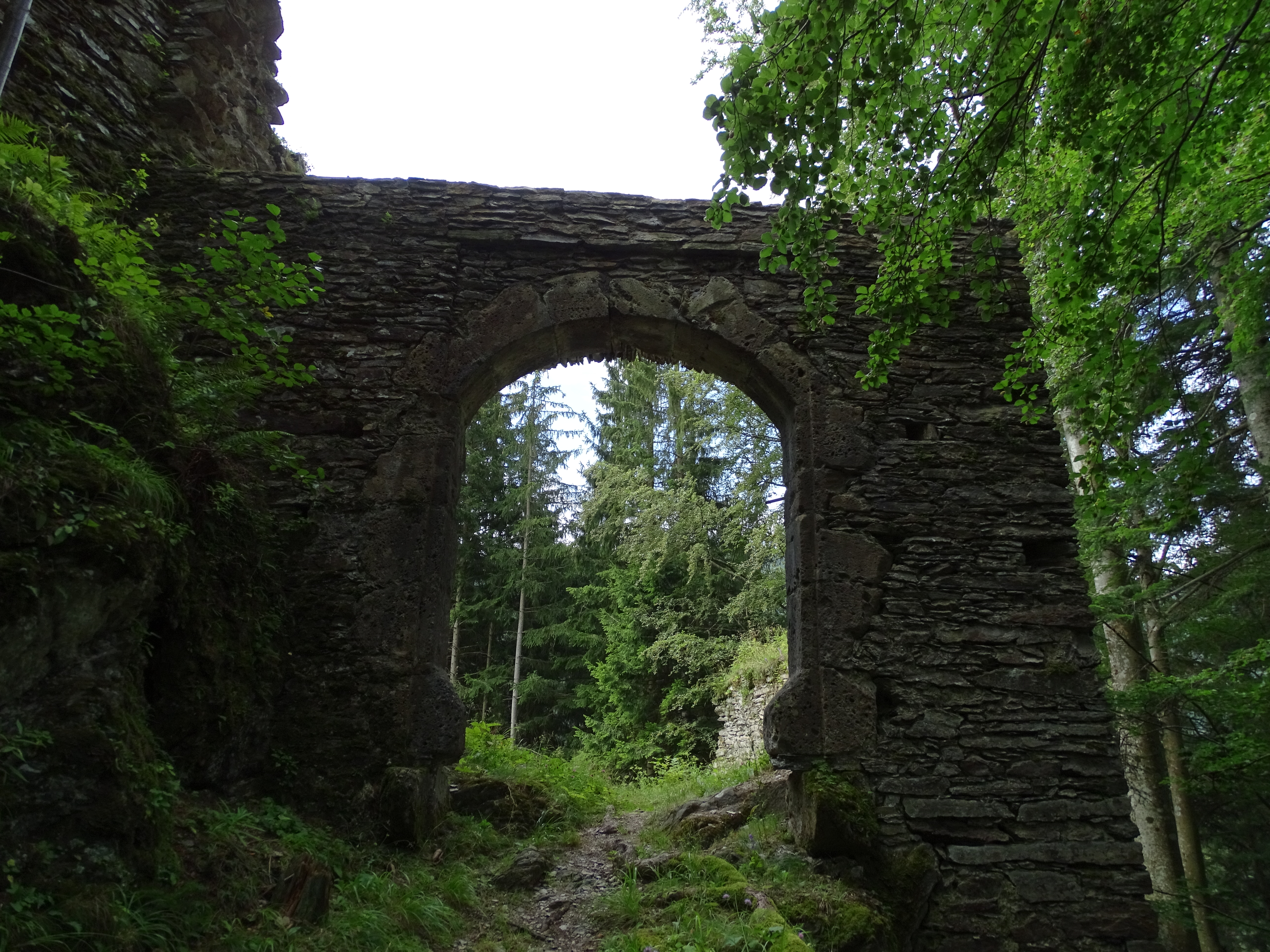
Вид з півночі від входу в замок

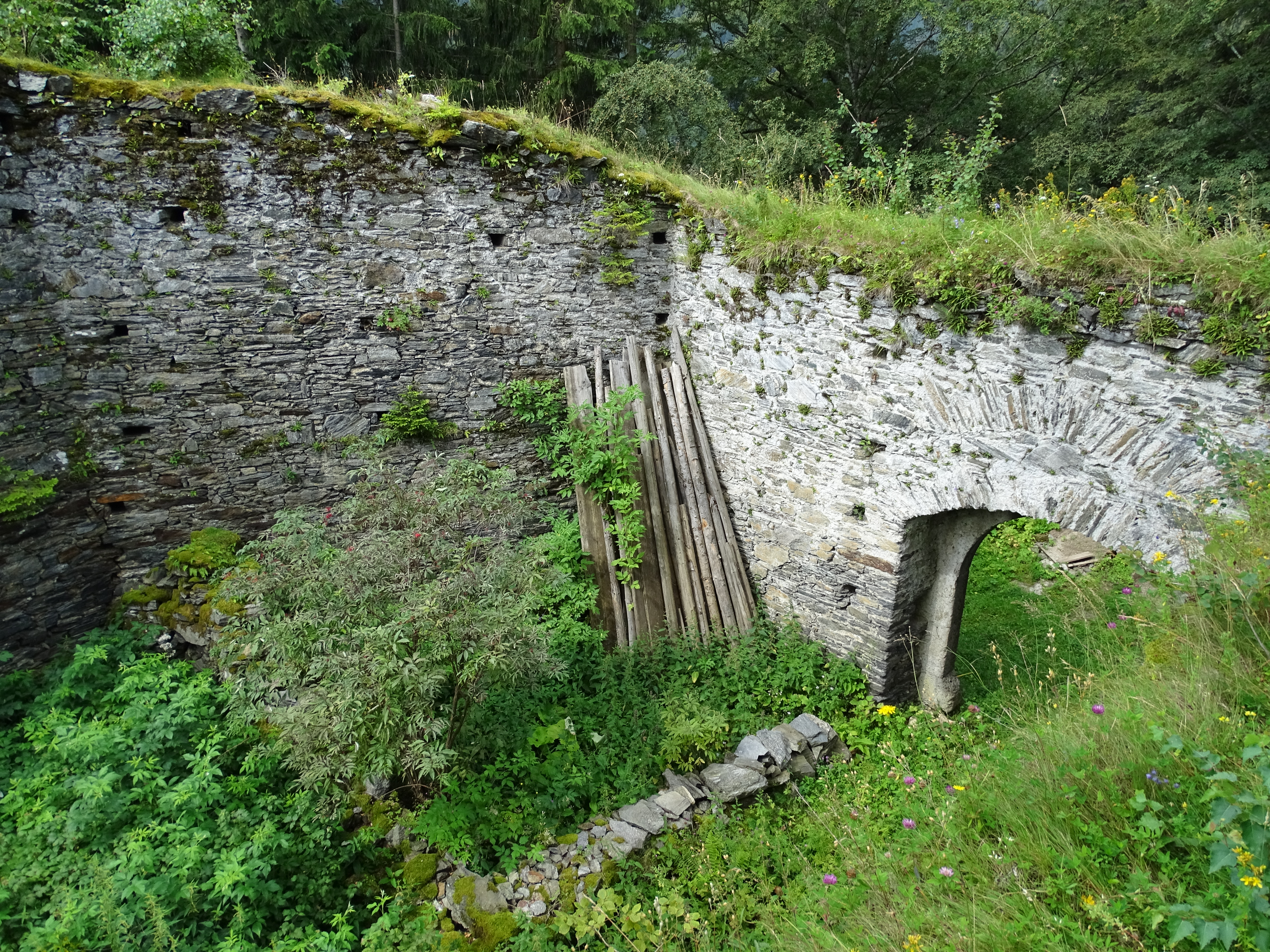
Вид з верхнього на нижній дворик із залишками фундаменту

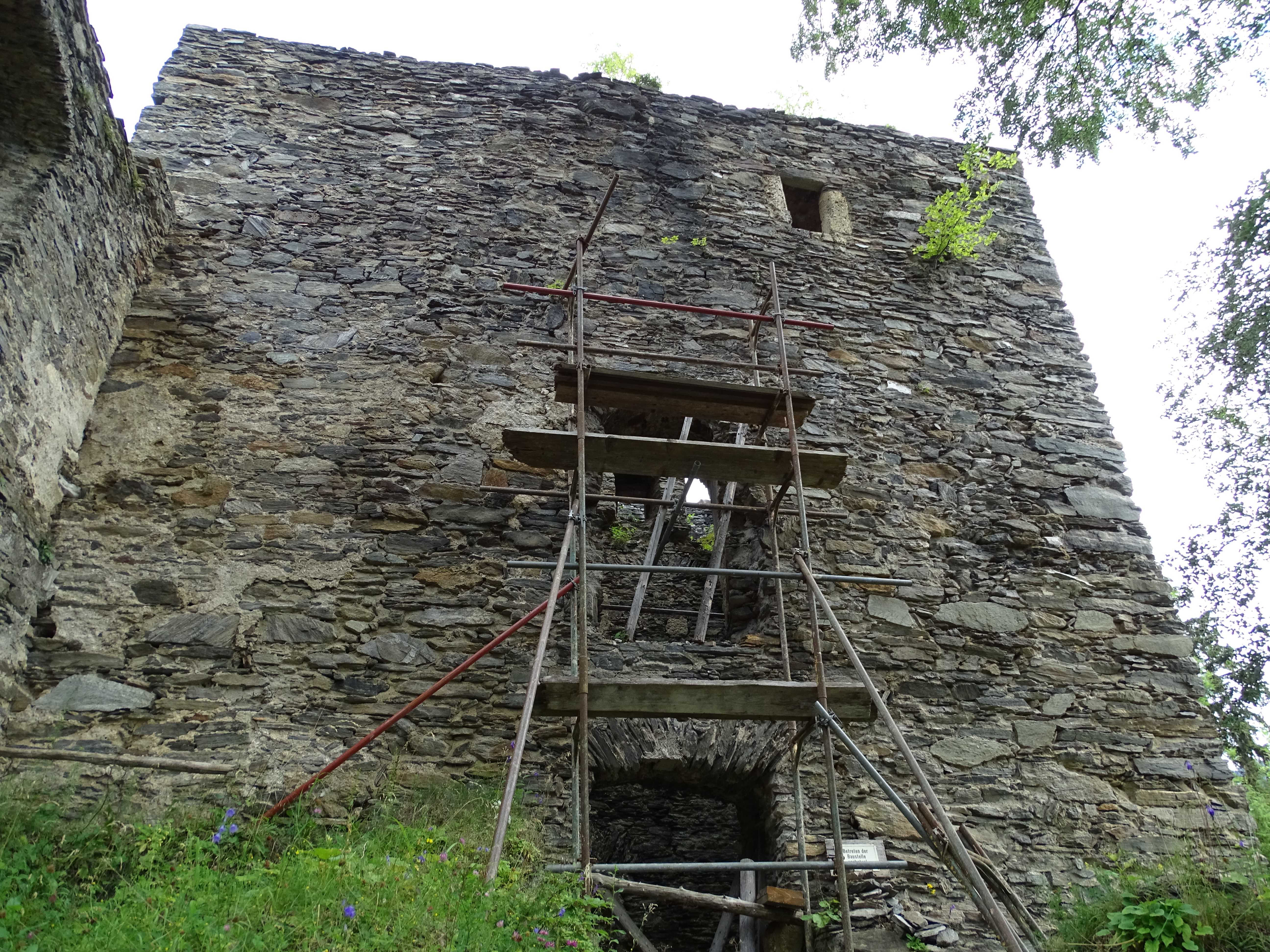
Вид з півдня на житлову вежу

### Замковий комплекс
Замок Гауенштайн був побудований і розширений принаймні в два чітко розрізнені етапи, але можлива третя фаза. Замок являє собою зразковий готичний замок-вежу, який значною мірою зберіг свій первісний вигляд завдяки ранньому занедбанню. Площа замку має розміри приблизно 55 на 40 метрів. Територія замку доступна з півночі та захищена потужним ровом, висіченим у скелі, через який, можливо, спочатку був перекинутий міст. Сьогодні через нього веде сучасний дерев’яний міст. Вирівнювання однієї з двох бійниць у замку свідчить про те, що старий замковий шлях мав такий самий маршрут, як і сучасний під'їзд. Після рову вхід проходить на захід повз замок, щоб за ним можна було спостерігати з навісної стіни, яка оточує весь комплекс. Навісна стіна складається з бутової кам'яної кладки, яка датується XIII століттям і утворює на північному куті верхнього двору гострий кут з амбразурою.  Спочатку вздовж стіни містилася дерев’яна зубчаста стіна. Вхід веде через плоску арочну браму зі стінами з черепашкового вапняку двір замку у формі півмісяця, колишню стіну якого на півдні тепер можна впізнати лише як сходинку на місцевості. У цьому дворі можна побачити залишки фундаменту будівлі XV століття чи пізніше. Із амбразури в східній частині нижнього двору виднілася стежка, що вела повз замок. Нижній двір відділений від верхнього двору з житловою вежею на півночі двоярусним облицюванням. Кругла арочна брама та наступні кам’яні сходи ведуть крізь стіну з нижнього замку у верхній. Після воріт у стіні ліворуч знаходиться цистерна замку, висічена в скелі. 

### Житлова вежа
Вільно розташована у верхньому дворі замку, трьох- або чотириповерхова житлова вежа ранньої готики підноситься над нижнім двором замку приблизно на сім метрів і має майже квадратний план поверху з довжиною сторони 9,9 і 10,5 метра кожен. Вона складається з тієї ж цегляної кладки, що і кільцева стіна, що також вказує на зведення в XIII столітті. Доступ до вежі був з півдня. У західної зовнішньої стіни є еркер. Імовірно, внутрішня частина вежі була побудована в XV столітті. Центральна стіна, що йде з заходу на схід, була розділена на дві кімнати, а південна частина було знову розділена ще однією розділовою стіною. Ця розділова стіна сполучена з центральною стіною будівельним швом і з'єднана з входом в житлову вежу. Західна з двох менших кімнат вигнута. Всі вставлені проміжні стіни не з'єднані з зовнішніми стінами житлової вежі. До центральної стіни ведуть два відкритих каміна, один з яких з облицюванням з піщаника, і під час розкопок були знайдені залишки кахельних печей пізньої готики. Центральна стіна пробита на підземному і першому поверхах загостреними арочними сполучними воротами з кам'яною бухтою. На першому поверсі на розділовій стіні південної кімнати все ще можна знайти залишки пізніх готичних прикрас сполучної двері, виготовлених із заводського каменю.
Південне приміщення на першому поверсі, ймовірно, було збудовано з погребом, оскільки земляні роботи можна було проводити значно нижче рівня землі сусіднього північного приміщення.  Крім того, знахідки кухонного начиння та кісток тварин свідчать про те, що воно використовувалося як сховище. Пізніше було замуровано готичний проріз із плоскими стрільчатими арками та центральною колоною. Залишки готичної замкової каплиці ще були помітні на першому поверсі, а кронштейни на східній зовнішній стіні, ймовірно, підтримували виступаючу апсиду. Готичні прямокутні вікна житлової вежі, обрамлені тесаним каменем, розміщені в плоских стрілчастих арочних нішах з бічними сидіннями. На південь від вежі згодом була споруджена прибудова, яка не була з нею з'єднана, імовірно, одночасно з замуруванням арочних отворів у внутрішній частині вежі. У прибудові збереглася плоска аркова ніша з бічними сидіннями та пізньоготичним прямокутним вікном. 

## Різне

### Саги та оповідання
Існує кілька легенд про замок Гауенштайн. За однією з легенд, під час будівництва замку всіх хліборобів району запросили допомогти своїми возами. Після завершення будівництва замку відбулося свято, з якого не повернувся жоден селянин. Крім того, кажуть, що в замку жив великий чоловік, який захищався великим мечем і тому був непереможним. Його запросили на святкування в Кремський замок, де він з'явився без зброї і без меча, там він був схоплений і обезголовлений в Граці. Народна мова таким чином могла пов’язати особу Андреаса Баумкірхера, який, як кажуть, був високого зросту, із замком Гауенштайн.
Кажуть, що Гауенштайн з'єднаний із замком Клінгенштайн поблизу Салли таємним підземним ходом. Але це здається неможливим через те, що два замки знаходяться на відстані більше 12 кілометрів. Інший таємний хід, як кажуть, веде під старий цвинтар, який знаходився під замком на лузі поблизу Шлегельграбена і де під час будівельних робіт були знайдені кістки, до так званого Штідлькройзу.  Інша легенда розповідає про селянську дівчину, яка відпустила овець перед руїнами, коли раптом через ворота замку вийшла старомодна жінка. Жінка запропонувала дівчині горіхи, які вона несла у фартуху. Дівчина зі страху не прийняла подарунка і сховалася, після чого жінка почала стогнати. Вона скаржилася, що якби дівчина прийняла горіхи, то була б викуплена і вони б перетворилися на золото. Після цього жінка зникла, плачучи і скаржачись, що їй знову доведеться чекати сотні років, поки смілива дівчина викупить її в руїнах. Згідно з іншою легендою, блискуча срібляста риба, як кажуть, живе в чистій воді Ганкерсеге, лісопильні у Освальдбасі. У тілі риби є срібне кільце, яке, як передбачається, дозволить її власнику знайти скарб у руїнах Гауенштайна. Інша легенда також розповідає про скарб у замку. Кажуть, що його закопали там лицарі Фойтсберги під час надзвичайної ситуації. Замок занепав, а на руїнах почали рости дерева та кущі, в тому числі бук. За легендою, перша дитина, яку покладуть у колиску, зроблену з деревини того бука, знайде лицарський скарб. 
Про руїни також ходять історії з привидами. Говорять, що у зруйнованих стінах вночі можна зустріти чорного песика і маленького чоловічка з червоною шапочкою. 

### Герб

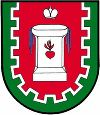
Герб колишнього муніципалітету Галлмансегг. Зелені зубці вказують на замок Гауенштайн

Муніципальний герб муніципалітету Галлмансегг, який був незалежним до 2014 року, був розроблений 8 листопада 1999 року за проектом Генріха Пуркартгофера, стосується, серед іншого, замку Гауенштайн. На гербі написано: «На червоному щиті із зеленою облямівкою, обрамленому срібною зубицею на боках і в основі щита, срібний фонтанний камінь, покритий червоним полум’яним серцем з водою, що стікає збоку, зверху Срібна корона в стилі бароко.» Срібна корона та зелені межі відносять до замку в лісі.